# Fosa de Puerto Rico

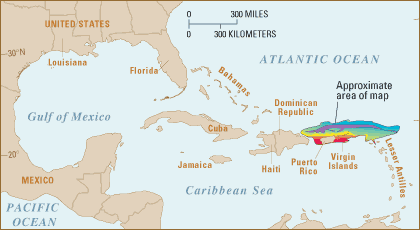
Mapa de localización por Servicio Geológico de Estados Unidos

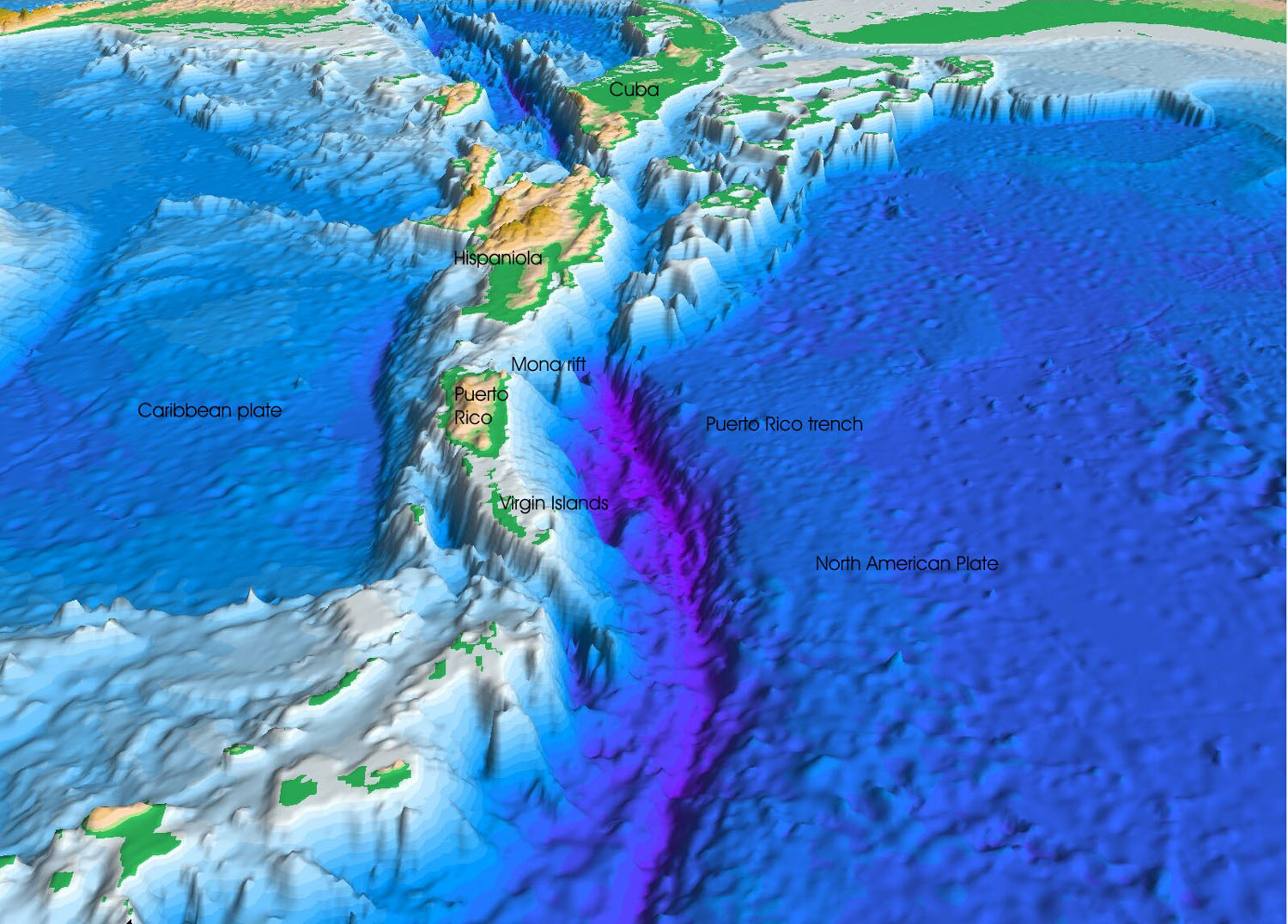
Vista en perspectiva del fondo marino en el mar Caribe y el océano Atlántico. Las Antillas Menores aparecen abajo, al lado izquierdo de la imagen, y la península de la Florida, arriba, a la derecha. El área de color púrpura al centro de la imagen es la fosa de Puerto Rico, que constituye la zona más profunda del Atlántico y el mar de las Antillas.

La fosa de Puerto Rico es una fosa marina localizada en el límite entre el mar Caribe y el océano Atlántico. Esta fosa tiene una longitud de 1500 km y alcanza una máxima profundidad de 8380 metros bajo el nivel del mar, convirtiéndola en el punto más profundo de todo el océano Atlántico.La isla de Puerto Rico se localiza inmediatamente al sur de la zona de fallas geológicas y de la fosa que lleva su nombre. 
Esta fosa asociada con un complejo de transición en la zona de subducción al sur de las Antillas Menores y la placa que se extiende al occidente, desde Cuba y la isla de La Española hasta la fosa de las Caimán y la costa de América Central. Los estudios científicos realizados en la zona han concluido que un terremoto en esta falla podría originar un maremoto.

## Geología
La fosa de Puerto Rico se localiza en el límite de dos placas tectónicas. La placa del Caribe se mueve hacia el oriente, mientras que la placa Norteamericana lo hace hacia el poniente. La placa Norteamericana subducciona la placa del Caribe en el sureste de la fosa. Esta zona de subducción explica la presencia de volcanes activos en el sureste del mar de las Antillas. El vulcanismo es frecuente en el arco de las islas de Barlovento y las islas de Sotavento, ubicadas entre Puerto Rico y la costa norte de América del Sur.
Puerto Rico, las Islas Vírgenes y La Española no poseen volcanes activos, sin embargo, están en riesgo de un probable terremoto o un maremoto.

## Exploraciones

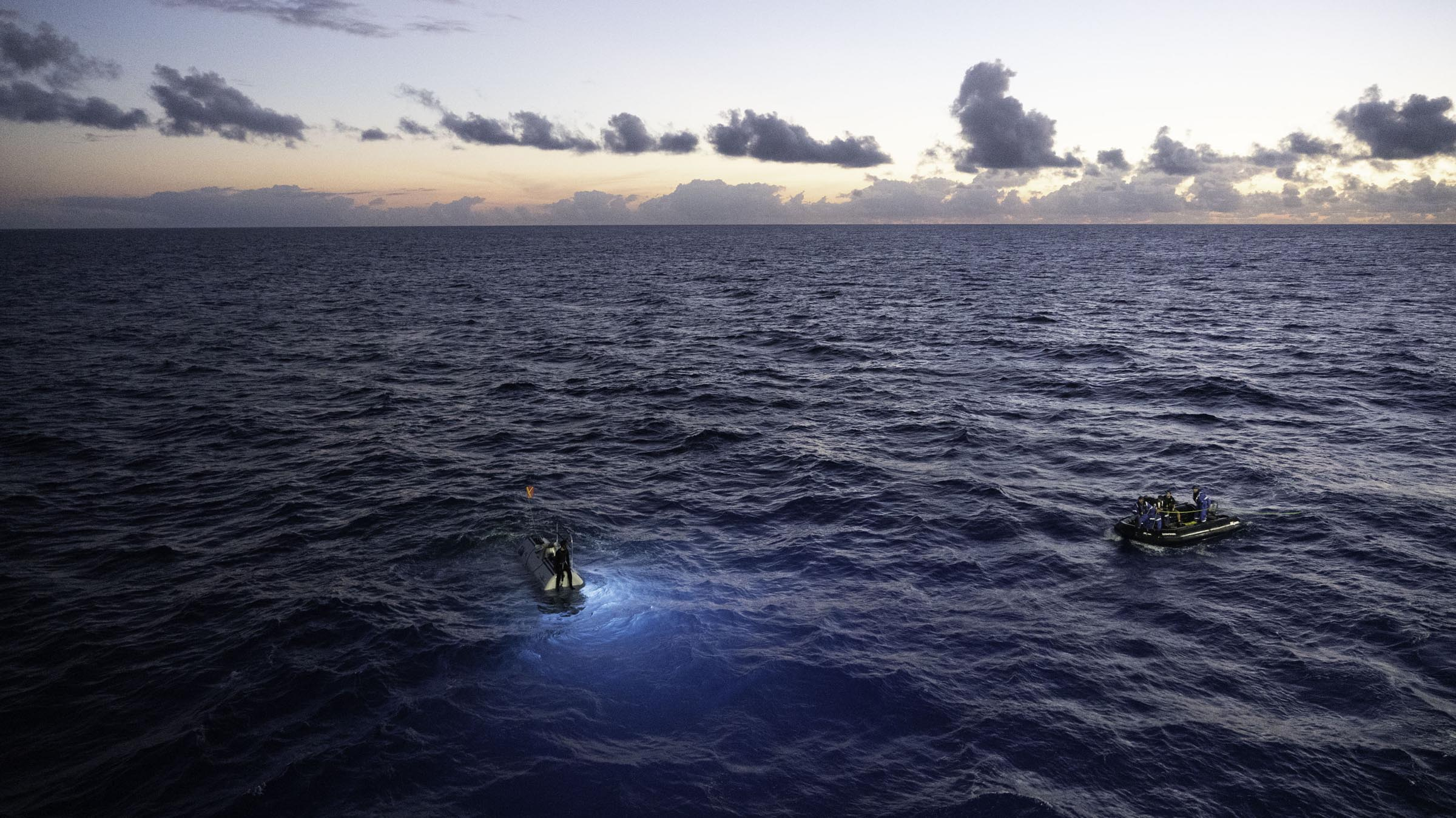
El sumergible Limiting Factor flotando en la superficie del Océano Atlántico después de la inmersión de seis horas hasta el fondo de la Fosa de Puerto Rico (2018).

Fue descubierta y descrita por primera vez en 1883 por el Comandante en Jefe del Servicio Geodésico y de Costas, W.H. Brownson, durante un viaje de exploración oceánica a bordo del buque de vapor Blake. Durante esta expedición, se descubrió el punto más profundo del Océano Atlántico a 27.366 pies y se le bautizó como la Fosa de Brownson. No obstante, en el 1939 durante otra expedición oceanográfica auspiciada por la Marina de los Estados Unidos, se le bautizó con el nombre la Fosa Milwaukee en honor al buque naval USS Milwaukee donde se realizó el estudio. Sea un nombre u otro, se le describe como una gran llanura ubicada a más de cinco millas de profundidad en el fondo del océano Atlántico.
El fondo marino fue visitado por primera vez por el batiscafo francés Archimède en 1964 y luego por un vehículo robótico en 2012. El aspecto más llamativo de las imágenes fue el enjambre de anfípodos bentónicos. Algunos de estos anfípodos fueron recolectados por bolsas de cebo unidas al vehículo y fueron llevados a la superficie para su posterior análisis. Las muestras recuperadas fueron Scopelocheirus schellenbergi, una especie de anfípodo lisianásido que hasta ahora solo se ha encontrado en fosas ultraprofundas en el Pacífico.
También se observaron dos criaturas invertebradas en el vídeo. Un tipo de pepino de mar, asignado provisionalmente al género Peniagone. El otro individuo, un pequeño crustáceo, se ha identificado provisionalmente como un isópodo munnópsido, basándose en la morfología y en movimientos y salto similares observados en otros isópodos munnópsidos hadales. Como estos individuos no fueron capturados, no es posible obtener identificaciones a nivel de especie. Sin embargo, estos avistamientos probablemente excedan los registros más profundos conocidos para el género Peniagone y la familia Munnopsidae.
En 2004 la Administración Nacional Oceánica y Atmosférica, en colaboración con el Servicio Geológico de los Estados Unidos, logró producir una imagen completa utilizando un sistema de sonar de batimetría tipo multi-acústico. Este instrumento es arrastrado desde un buque oceanográfico, muy cerca del fondo marino, y por medio del sonido genera imágenes tridimensionales. Las imágenes revelaron que la Fosa de Puerto Rico es una gran cadena de montañas, valles, barrancos, picos y volcanes sumergidos. 
En 2015 el Equipo América de Exploración del Océano descubrió más de 200 especies marinas en la Fosa de Puerto Rico. En concreto, 100 especies de peces, 50 especies de corales y cientos de otros invertebrados fueron grabados en unas 12 inmersiones.
El explorador estadounidense Víctor Vescovo se sumergió hasta el punto más profundo de la fosa de Puerto Rico y, por lo tanto, del océano Atlántico el 19 de diciembre de 2018, como parte de la expedición Five Deeps. Alcanzó una profundidad de 8.376 m mediante mediciones directas de presión CTD con el vehículo de inmersión profunda DSV Limiting Factor (un sumergible modelo Triton 36000/2) y, por lo tanto, se convirtió en la primera persona en llegar al fondo del océano Atlántico y, al mismo tiempo, realizó la segunda inmersión en solitario más profunda registrada en la historia en ese momento.

## Riesgos
Puerto Rico cuenta con 504 fallas que fueron analizadas y evaluadas por expertos. Hay varias fallas importantes alrededor de la isla como: cañón de la Mona, zona de la falla septentrional, depresión de las islas Vírgenes, plataforma de islas Vírgenes, zona Oriental de la República Dominicana, región central de Puerto Rico, trinchera de Puerto Rico, zona sísmica del Sombrero, pasaje de la Mona y la zona de falla de los 19° N. Es considerada una gran amenaza por la red sísmica y por eso es considerada la segunda falla más peligrosa registrada hasta 2018.
Al sur de la pendiente sur de la trinchera de Puerto Rico se ha evidenciado por la Red Sísmica de Puerto Rico, deslizaron desde la trinchera a la fosa de Puerto Rico a una profundidad de 28 mil pies produciendo alturas de olas entre 87 a 227 pies al norte de la costa de Puerto Rico. Hay riesgo por erupciones volcánicas submarinas y no submarinas, por ejemplo tenemos el volcán submarino llamado Kick’em Jenny localizado al sur este del Caribe (costa de Granada) a 453 millas de Puerto Rico que esta activo desde 1939 con 10 erupciones desde esa fecha, también esta el volcán Soufriere Hills en la Isla de Montserrat, La Grande Soufrière de la isla de Guadalupe, Soufrire St Vicent en la Isla de San Vicente y Granadinas y uno de los volcanes más destructivos de la tierra ”Pele” en la isla de Martinica (isla francesa de 30 millones de formación geológica), que en 1902 hizo erupción causando la muerte a 30.121 personas de la ciudad de St. Pierre; junto a islas volcánicas francesas y el volcán submarino, pueden afectar en cualquier momento el Caribe y las Antillas. 
Desde 1988, la Sociedad Sísmológica de Puerto Rico ha venido utilizando los medios de comunicación de la isla para informar a los puertorriqueños acerca de la probabilidad de un sismo en el futuro, mismo que podría resultar en una catástrofe. A partir del terremoto del océano Índico de 2004, que afectó más de cuarenta naciones en el océano Índico, mucha más gente teme los posibles efectos que un evento natural de esta índole podría traer a los caribeños.
Los gobiernos de las naciones caribeñas han comenzado la elaboración de planes de emergencia. En el caso de Puerto Rico y la Islas Vírgenes de Estados Unidos, el gobierno de Estados Unidos ha venido estudiando el problema por años y ha incrementado las investigaciones sismológicas en la zona y desarrollado planes de contingencia.

## Historia sísmica

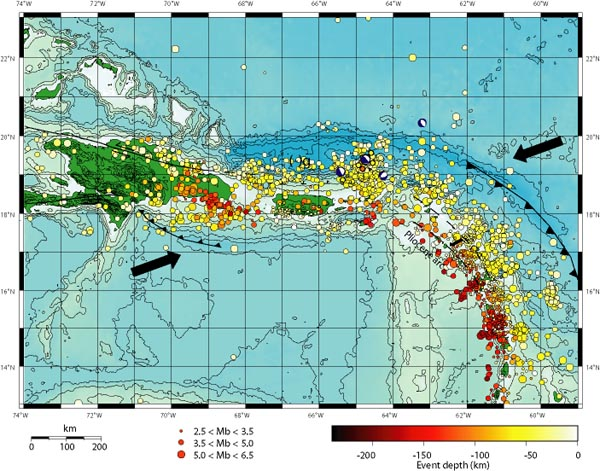
Mapa tectónico y sísmico del área de la fosa de Puerto Rico. Las flechas indican la dirección del movimiento de las placas. (Servicio Geológico de los Estados Unidos).

En 1670 tuvo lugar un seísmo cuya magnitud se desconoce y que afectó a lo que actualmente es el municipio de San Germán al suroeste de Puerto Rico. Según la historia el 2 de mayo de 1787 se sintió el sismo más fuerte de la historia con una magnitud de 8.0 grados en la escala Richter. Su epicentro fue en la fosa de Puerto Rico y afectó a toda la isla causando daños a las iglesias de Arecibo, Rosario, Concepción, Bayamón, Toa Baja y Mayagüez. En San Juan afectó considerablemente a los castillos San Felipe (El Morro) y al Castillo de San Cristóbal. El 11 de octubre de 1918, la costa occidental de la isla de Puerto Rico fue golpeada por un sismo de proporciones considerables, famoso en la región oriental del mar de las Antillas por haber causado un maremoto. En 1953, Santo Domingo, capital de la República Dominicana, fue afectada por otro terremoto. Los sismólogos han señalado que el sismo debió tener lugar en la falla de la fosa de Puerto Rico.
Puerto Rico siempre ha sido un área de interés para los sismólogos, dado que a partir del episodio de 1918, ha habido numerosas señales de movimientos telúricos en las inmediaciones de la isla, todos los días. En 1981, un terremoto sacudió la isla, hecho que se repitió en 1985 en las ciudades de Cayey y Salinas. 
Hoy en el siglo XXI la región de Puerto Rico por estar en la placa del Caribe, es una de las regiones que más registra sismos en el mundo según la agencia USGS [1] y sus informes diarios en su página de Internet. La Red Sísmica de Puerto Rico (RSPR) dice que el 2006 fue el año clave, aumentando en más de un 100 % los terremotos en el país.
La Red Sísmica de Puerto Rico en sus informes anuales ha informado del historial de sismos o temblores del país según años: 2010 (1.681), 2009 (2.739), 2008 (2.574), 2007 (2.349), 2006 (2.253), 2005 (1.086), 2004 (1.047), 2003 (947), 2002 (967), 2001 (967), 2000 (735), 1999 (586), 1998 (622), 1997 (471), 1996 (718), 1995 (644), 1994 (819), 1993 (820), 1992 (693), 1991 (365), 1990 (343), 1989 (561), 1988 (645) y 1987 (510).
El 16 de mayo de 2010 a la 1.16.10 a. m. (5.16.10,UTC/GMT) se sintió un terremoto moderado en Puerto Rico entre 10 a 20 segundos. Según el USGS su intensidad fue de 5.7 a 5.8 en la escala Richter. Su epicentro fue en las coordenadas 18.400 N y 67.070 W cerca al sector “La Pachanga” en el Barrio Cuchillas del Municipio de Moca, en la carretera (PR 444) a 113 km de profundidad.
El 24 de diciembre de 2010 (Nochebuena) a las 7.43.43 p. m. (23.43.43, UTC) se sintió un terremoto moderado en Puerto Rico. Según el USGS su intensidad fue de 5.4 en la Escala Richter. Su epicentro fue en las coordenadas 18.927 N y 66.062 W. Su ubicación era cerca de 1,34 km al Oeste-Noroeste de Aguas Buenas (Puerto Rico), 9,36 km al sursudoeste de Guaynabo (Puerto Rico) y 16,67 km al suroeste de San Juan, la capital de Puerto Rico.
El 21 de enero de 2011 ocurre un sismo de más de 5.3 en la escala Richter. Las coordenadas fueron al norte de Puerto Rico a 175 km de San Juan, 190 km de Arecibo, 195 km de Fajardo y 220 km de Charlotte Amalie en Islas Vírgenes. El sismo ocurrió a las 12.15.45 en la latitud 20.065°N, y longitud 66.007°W a una profundidad de 28,5 km.
El 16 de marzo de 2011 un sismo de magnitud 5.4 se sintió a las 9:42 de la mañana, con epicentro en la falla septentrional, al norte de la isla de Desecheo, en el Canal de la Mona, entre Puerto Rico y la República Dominicana. La Red Sísmica reportó el epicentro en la latitud 19.03, longitud -67.92, a una profundidad de 56 kilómetros. 
La Red Sísmica de Puerto Rico informó que había localizado 36 temblores entre los días 4 y 5 de abril de 2011, asociados a un enjambre sísmico en la Zona de la falla de los 19 grados norte. El enjambre sísmico ocurre por secuencia de temblores de las mismas características y región, en horas o días. Desde el 4 de abril hasta el 5 de abril se han registrado un total de 107 temblores (enjambres) en un periodo de 12.5 horas en la ZF19N; a 71,87 kilómetros al norte de la costa de Manatí. Ese enjambre se ha generado específicamente entre las latitudes 18.994 norte y 19.197 norte y las longitudes 66.527 y 66.459 oeste.
Puerto Rico fue líder mundial en sismos el 4 de abril de 2011, según el USGS, con 35 sismos superando a Japón ese día. Puerto Rico también fue líder mundial de sismos los días 22, 23 y 26 de mayo de 2011. 
Se detecta nuevo enjambre de 21 temblores o sismos en la región de Islas Vírgenes, luego de un primer temblor de 5.1 según USGS el 13 de abril de 2011 a las 4:28:57 UTC en las coordenadas 18.958°N, 64.264°W a una profundidad de 31 km.
La USGS reportó un sismo a las 20:28.19 UTC el 16 de abril de 2011 con una intensidad de 4.4 en la latitud 19.218° N, y 67.009° O a unos 18 km de profundidad y 80 km de distancia al norte de Isabela. La USGS registra 38 temblores en el canal de la mona el 17 de diciembre de 2011 con récord de líder mundial ese día, uno de magnitud 5.3 y otro de 5.1. El de 5.1 ocurrió a las 06:06:12 UTC (02:06:12 AM hora de Puerto Rico) su epicentro fue en la latitud 18.188 °N y 67.370°O. El de 5.3 ocurrió a las 06:09:09 UTC (02:09:09 AM, hora de Puerto Rico) localizando su epicentro en 18.172°N, 67.371°O a 17 km (10.6 millas)de profundidad, en la región del canal de la Mona. El 13 de enero de 2014 (00:01:04 UTC-04:00) se reportó el sismo más fuerte en la historia de Puerto Rico en el siglo XXI de 6,4, localizado en 18.997°Norte 66.829°Oeste del pueblo de Hatillo a una profundidad de 28,5 km según USGS.
El 13 de enero de 2014 hubo dos terremotos al norte de Puerto Rico, de magnitud de 6.4, este ocurrió como resultado de fallas de empuje oblicuo. Mecanismos de fallas preliminares para el evento indican que rompió una estructura o sumergir superficialmente al sur y llamativa aproximadamente de este a oeste, o una estructura casi vertical llamativa noroeste-sureste. En la localización de este terremoto, la placa de América del norte se mueve Oeste-Suroeste con respecto a la placa del Caribe a una velocidad de aproximadamente 20 mm/año y subduce debajo de la placa del Caribe en la fosa de Puerto Rico. La ubicación, profundidad y mecanismo del terremoto son consistentes con los eventos que ocurren en esta interfaz de zona de subducción.

## Terremotos más significativos de la región del Caribe y las Antillas
| Lugar del terremoto        | Fecha                    | Magnitud |
| Jamaica 124km NNW de Lucea | 28 de enero de 2020      | 7,7      |
| Puerto Rico                | 7 de enero de 2020       | 6,4      |
| Puerto Rico                | 23 de septiembre de 2019 | 6,0      |
| Puerto Rico                | 14 de enero de 2014      | 6,4      |
| Haití                      | 12 de enero de 2010      | 7,3      |
| República Dominicana       | 1953                     | 6,9      |
| Canal Mona                 | 1946                     | 7,5      |
| República Dominicana       | 1946                     | 8,1      |
| Cañón Mona                 | 1918                     | 7,5      |
| Anegada                    | 1867                     | 7,5      |
| Fosa de Puerto Rico        | 1787                     | 8,1      |